# 北村優子
北村 優子（きたむら ゆうこ、本名西川 優子（旧姓熊谷）、1959年12月27日 - ）は、日本の元女性アイドル歌手、女優、タレント。
北海道札幌市豊平区（現在の清田区）清田地区（或いは真栄）出身。堀越高等学校卒業。現役時代の所属事務所は新栄プロダクション。血液型はAB型。デビュー時は身長158cm、体重47kg（B81・W60・H86）。

## 来歴
一人っ子。幼少時代は内気な性格だったが、家の中ではマットレスをステージにして、歌を歌ったりお芝居をしたりしてよく遊んでいたという。札幌市立曙小学校、札幌市立中島中学校を経て、1975年3月札幌市立清田中学校卒業（27期生）。
清田中学校に転校した中学3年の二学期（1974年）、テレビで日本テレビ『スター誕生!』の札幌大会の応募者を募集していたのを見て、親を説得して応募、同年9月の同大会で優勝。同年12月の第12回決戦大会（全国大会）でもグランドチャンピオンに輝く。中学卒業後上京、堀越高等学校に通う傍ら1年間本格的な歌のレッスンを積み、1976年3月、ビクターからシングル「若草のデート」で歌手デビュー。芸名は本名の熊谷だと熊を連想させるので北海道出身なので北村に変えた。以降「ハロー・サンシャイン」「ジェラシー」などをリリース。
デビュー2年目の1977年初めに「過敏性大腸症候群」を患って約半年間入院・療養生活を送り、同年8月に復帰。
またアイドルタレントとしてテレビドラマ・CM・雑誌グラビアなどに数多く登場し、キュートな顔立ちで人気があった。
1980年に所属事務所の役員（当時）の息子と結婚し、芸能界を引退。なお、それまでは所属事務所の専務の家に在住していた。
また、歌手の山田太郎、プロゴルファーの西川哲は夫の従兄弟にあたる。

## 人物
- 出身地の札幌市豊平区（現在の清田区）清田地区に住んでいたのは、中学3年の二学期から卒業までの約半年間と、決して長い期間ではなかったが、北村自身は「清田の人達は、人見知りの私にとても優しく接してくれて、上京するまでほんとうに楽しい日々を送ることができました。私にとって故郷と呼べる場所はここだけ。有名になって恩返しをしたい」と語っていた[1]。デビュー後も帰省の折には、母校の札幌市立清田中学校に度々訪れるなど、故郷とのつながりを非常に大切にしていた[7]。
- 『ゆうひが丘の総理大臣』などで共演した藤谷美和子とはプライベートでも親しく、引退後も交流があった[8]。
- 先祖はいわゆる落武者で、追われ追われた末に明治初期に北海道に渡り、現在のススキノの近くに開拓民として移住したという[9]。

## ディスコグラフィー

### シングル
1. 若草のデート （作詞:阿久悠、作曲:森田公一、編曲:柳田ヒロ・萩田光雄 (1976年2月25日)
(c/w) 学園祭　　SV-1281
2. ハロー・サンシャイン （作詞:松本隆、作曲・編曲:穂口雄右） (1976年7月5日)
(c/w) 口笛ふいて　　SV-6028
3. ジェラシー （作詞:松本隆、作曲・編曲:穂口雄右） (1976年10月25日)
(c/w) ハッスルしないで男の子　　SV-6118
4. 999粒の涙 （作詞:牧亜矢、作曲・編曲:高田弘） (1977年3月25日)
(c/w) ツイスト・レディ　　SV-6188

### アルバム
ゴールデン☆ベスト　北村優子・目黒ひとみ・しのづかまゆみ　(2009年9月16日)
シングルA面B面全8曲収録　　　VICL-63460

## 出演

### テレビ番組
- ぎんざNOW!（1976年、TBS） - 木曜日アシスタント

### テレビドラマ
- 俺たちの朝（26話、1976年、日本テレビ） - 光本恭子（岩崎杏子の高校の友達）役
- 非情のライセンス 第2シリーズ 第94話「兇悪の判決」（1976年、NET） - 伊達俊子 役
- おおヒバリ!（1977年、TBS） - 新井マリ子（生徒）役
- ゆうひが丘の総理大臣（1978-1979年、日本テレビ） - 北川真弓（生徒）役
- あさひが丘の大統領（1979-1980年、同） - 白石こずえ（生徒）役

### テレビアニメ
- 海底大戦争 愛の20000マイル（1981年、日本テレビ） - ソフィア

### CM
- カンコー学生服
- 江崎グリコ　※佐藤祐介と共演